# Tam Hòa (Đồng Nai)
Tam Hòa is een phường van Biên Hòa, de hoofdstad van de provincie Đồng Nai.